# Kristijan Fris
Kristijan Fris (* 21. dubna 1984 Senta, Jugoslávie) je srbský zápasník klasik maďarské národnosti.

## Sportovní kariéra
Zápasení v klasickém stylu se věnuje od 12 let. Jeho domovským klubem je Proletor v Zrenjaninu. V roce 2003 se poprvé objevil v seniorské reprezentaci Srbska a Černé Hory v bantamové váhové kategorii do 55 kg. V roce 2007 se jako reprezentant samostatného Srbska třetím místem na mistrovství světa kvalifikoval na olympijské hry v Pekingu, kde postoupil do druhého kola. V roce 2012 nestihl olympijskou kvalifikaci kvůli dopingovému nálezu z roku 2010. V roce 2016 se na dubnové olympijské kvalifikaci před domácím publikem kvalifikoval na olympijské hry v Riu, kde neprošel přes úvodní kolo.
V červnu 2010 měl s kolegou z reprezentace Radomirem Petkovićem pozitivní dopingový nález na diuretikum a dostal dvouletý zákaz startu.

## Výsledky
| Turnaj             | (SCG)          | (SCG)          | (SCG)          | (SCG)          | Srbsko         | Srbsko         | Srbsko         | Srbsko         | Srbsko | Srbsko | Srbsko      | Srbsko      | Srbsko      | Srbsko      | Srbsko      |
| Turnaj             | 2003           | 2004           | 2005           | 2006           | 2007           | 2008           | 2009           | 2010           | 2011   | 2012   | 2013        | 2014        | 2015        | 2016        | 2017        |
| Turnaj             | 19             | 20             | 21             | 22             | 23             | 24             | 25             | 26             | 27     | 28     | 29          | 30          | 31          | 32          | 33          |
| Turnaj             | bantamová váha | bantamová váha | bantamová váha | bantamová váha | bantamová váha | bantamová váha | bantamová váha | bantamová váha |        |        | pérová váha | pérová váha | pérová váha | pérová váha | pérová váha |
| ------------------ | -------------- | -------------- | -------------- | -------------- | -------------- | -------------- | -------------- | -------------- | ------ | ------ | ----------- | ----------- | ----------- | ----------- | ----------- |
| Olympijské hry     |                | —              |                |                |                | úč.            |                |                |        | —      |             |             |             | úč.         |             |
| Mistrovství světa  | —              |                | úč.            | úč.            | 3.             |                | úč.            | X              | X      |        | úč.         | úč.         | úč.         |             |             |
| Evropské hry       |                |                |                |                |                |                |                |                |        |        |             |             | úč.         |             |             |
| Mistrovství Evropy | úč.            | —              | 5.             | úč.            | 3.             | —              | úč.            | úč.            | X      | X      | úč.         | 5.          | úč.         | 5.          | 1.          |